# منتخب غينيا الاستوائية لكرة القدم
منتخب غينيا الاستوائية لكرة القدم (بالإسبانية: Selección de fútbol de Guinea Ecuatorial)‏ ويلقب بالرعد الوطني (بالإسبانية: Nzalang Nacional)‏ وهو المنتخب الوطني في غينيا الاستوائية ويديره اتحاد غينيا الاستوائية لكرة القدم وعضو في الاتحاد الأفريقي لكرة القدم ويعتبر أحد أضعف المنتخبات في القارة السمراء ولكن بسبب الاستعانة ببعض اللاعبين الإسبانيين أصحاب الأصول الغينية الاستوائية فإن نتائج المنتخب تحسنت

## سجل كأس الأمم الأفريقية
| السنة | المركز   | السنة | المركز   | السنة | المركز   | السنة | المركز                      |
| ----- | -------- | ----- | -------- | ----- | -------- | ----- | --------------------------- |
| 1957  | لم يشارك | 1976  | لم يشارك | 1994  | لم يشارك | 2012  | ربع النهائي (المركز السابع) |
| 1959  | لم يشارك | 1978  | لم يشارك | 1996  | انسحب    | 2013  | لم يتأهل                    |
| 1962  | لم يشارك | 1980  | لم يشارك | 1998  | لم يشارك | 2015  | المركز الرابع               |
| 1963  | لم يشارك | 1982  | لم يشارك | 2000  | لم يشارك | 2017  | لم يتأهل                    |
| 1965  | لم يشارك | 1984  | لم يشارك | 2002  | لم يتأهل |       |                             |
| 1968  | لم يشارك | 1986  | لم يشارك | 2004  | لم يتأهل |       |                             |
| 1970  | لم يشارك | 1988  | انسحب    | 2006  | لم يتأهل |       |                             |
| 1972  | لم يشارك | 1990  | لم يتأهل | 2008  | لم يتأهل |       |                             |
| 1974  | لم يشارك | 1992  | لم يشارك | 2010  | لم يتأهل |       |                             |

## وصلات خارجية
- قائمة بيانات المنتخب من الموقع الرسمي للفيفا باللغة العربية